# Gaz generatorowy

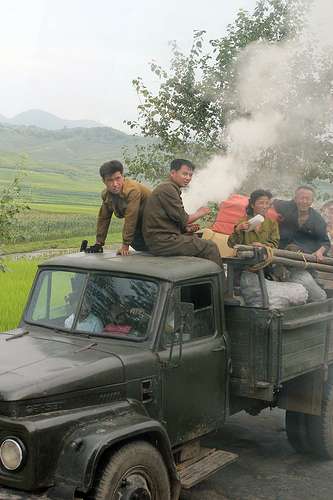
Ciężarówka napędzana gazem drzewnym (Korea Północna)

Gaz generatorowy, gaz czadnicowy, gaz ssany – palny gaz powstały w wyniku zgazowania paliwa stałego, np. węgla, drewna (gaz drzewny) lub innego rodzaju biomasy. W zależności od składu paliwa, składu czynnika zgazowującego oraz konstrukcji gazogeneratora, skład gazu generatorowego może być różny, przy czym praktycznie zawsze składa się on z wodoru, tlenku węgla, metanu, pary wodnej, dwutlenku węgla i azotu.
Wartość opałowa gazu generatorowego wynosi około 4–5,5 MJ/m3n.
W Polsce gaz generatorowy znany jest przede wszystkim jako „gaz drzewny” lub holzgas (z niem.). To ostatnie pojęcie upowszechniło się podczas II wojny światowej, gdy brak paliw naftowych doprowadził do pojawiania się na drogach samochodów z gazogeneratorami. 
Gaz generatorowy stosowany może być jako paliwo dla kotłów, kuchenek gazowych, silników spalinowych (pomocniczo w silnikach z zapłonem samoczynnym jak – jako i paliwo zasadnicze – w silniku iskrowym) oraz jako surowiec do procesów technologicznych, np. syntezy Fischera-Tropscha.